# Народный комиссариат Военно-морского флота СССР
Народный комиссариат Военно-Морского Флота СССР — центральный орган управления, осуществлявший руководство ВМФ СССР с 30 декабря 1937 года по 25 февраля 1946 года. Наркомат был образован из Управления ВМС РККА, которое входило в состав Народного комиссариата обороны СССР.
На наркомат возлагались: разработка планов строительства, вооружения и комплектования ВМФ, развитие средств боевой техники, вооружения и берегового строительства, контроль за выполнением заказов для ВМФ; руководство оперативным применением ВМФ, его оперативной, боевой, политической и мобилизационной подготовкой и организацией ПВО, подготовка кадров для флота. 
Наркомат упразднили в связи с образованием Народного комиссариата вооружённых сил СССР.

## История
В связи с развитием флота и изменением характера его задач менялась организация управления флотами и флотилиями. С 1918 года существовал Народный комиссариат по морским делам, высшее руководство флотом и армией осуществлялось Революционным военным советом Республики. В 1924 г. центральным органом Вооруженных Сил СССР стал Народный комиссариат по военным и морским делам. В 1926 году для руководства флотом и флотилиями создано Управление ВМС РККА и образован Главный морской штаб.
В целях дальнейшего развития Военно-Морского Флота ЦК ВКП(б) и Советское правительство признали необходимым создать самостоятельный общесоюзный Народный комиссариат Военно-Морского Флота СССР. Постановление о его образовании было принято ЦИК и СНК СССР 30 декабря 1937 года. Первым народным комиссаром Военно-Морского Флота был назначен армейский комиссар 1 ранга Пётр Александрович Смирнов.
13 марта 1938 г. Постановлением ЦК ВКП(б) и СНК СССР при Наркомате обороны были образованы Главный военный совет Рабоче-Крестьянской Красной Армии и 23 апреля 1938 г. при Наркомате ВМФ — Главный военный совет Военно-Морского Флота в составе П. А. Смирнова (председатель), Л. М. Галлера, А. А. Жданова, И. С. Исакова, Н. Г. Кузнецова, Г. И. Левченко и других. В округах, флотах и армиях Военные советы были образованы 10 мая 1937 г.
Наркому ВМФ (кроме центральных управлений) подчинялись Военные советы флотов, командующие и военные комиссары флотилий, военно-морские учебные и научно-исследовательские учреждения. 
Первоначально в состав центральных органов Наркомата ВМФ СССР входили Главный морской штаб; управления: политическое (с июня 1940 г. Главное управление политической пропаганды ВМФ, с июля 1941 г. Главное политическое управление ВМФ), морской авиации (с 25 февраля 1941 г. Управление ВВС ВМФ), ЭПРОНа, кораблестроения, вооружения и снабжения боеприпасами, техническое, гидрографическое, снабжения, инженерное, строительное, военно-морских учебных заведений, командное; самостоятельные отделы: разведывательный, связи, санитарный и финансовый; военно-морская инспекция, группа контроля и инспектирования, общее отделение. В 1939–1940 созданы: Главное управление портов (с 25 мая 1942 г. Главное управление тыла ВМФ) и другие новые управления (боевой подготовки, разведывательное, минно-торпедное, артиллерийское, химическое, ПВО, подводного плавания, связи, квартирно-эксплуатационное, санитарное, делами) и отделы, научно-технический комитет, секретариат наркома ВМФ, постоянная приёмная комиссия кораблей, военно-морское издательство. 
В ходе Великой Отечественной войны Наркомат ВМФ СССР осуществлял руководство строительством и боевыми действиями сил ВМФ. С 31 марта 1944 г., после вывода флотов из оперативного подчинения командующих войсками приморских фронтов, нарком ВМФ стал осуществлять функции главнокомандующего ВМФ и отвечал в Ставке Верховного Главнокомандования за организацию оперативно-стратегического взаимодействия между фронтами и флотами. В период войны продолжалось совершенствование структуры Наркомата ВМФ СССР. 22 июня 1941 г. создано Аварийно-спасательное управление ВМФ, 16 июля 1943 г. – Управление радиолокации и другие центральные органы.

## Народные комиссары Военно-морского флота СССР
| Народные комиссары военно-морского флота СССР | Народные комиссары военно-морского флота СССР | Народные комиссары военно-морского флота СССР                                         | Народные комиссары военно-морского флота СССР                                   |
| Портрет                                       | Имя                                           | Сроки пребывания в должности                                                          | Звание                                                                          |
|                                               | Пётр Александрович Смирнов                    | 30 декабря 1937 — 30 июня 1938                                                        | Армейский комиссар 1-го ранга                                                   |
|                                               | Пётр Иванович Смирнов-Светловский             | временно исполняющий должность 30 июня 1938 — 8 сентября 1938                         | Флагман флота 2 ранга                                                           |
|                                               | Михаил Петрович Фриновский                    | 8 сентября 1938 — 6 апреля 1939                                                       | Комкор, с 14 сентября 1938 г. командарм 1-го ранга                              |
|                                               | Николай Герасимович Кузнецов                  | врид с ареста М. П. Фриновского, вступил в должность 28 апреля 1939 — 25 февраля 1946 | Флагман флота 2 ранга, с 4 июня 1940 г. Адмирал, с 31 мая 1944 г. Адмирал флота |
| --------------------------------------------- | --------------------------------------------- | ------------------------------------------------------------------------------------- | ------------------------------------------------------------------------------- |